# Rosalía Arteaga
Lupe Rosalía Arteaga Serrano (Cuenca, 5 de diciembre de 1956) es una abogada, activista social, escritora y expolítica ecuatoriana. Fue presidenta del Ecuador entre el 9 y el 11 de febrero de 1997.
Inició su vida pública como Concejala de Cuenca, entre 1986 y 1988. Para 1992, fue nombrada Subsecretaria de Cultura, por el gobierno de Sixto Durán-Ballén. A partir del año 1994 fue miembro del Directorio del Centro Internacional de Estudios Superiores para América Latina, presidente del Consejo Nacional de Educación y en el mismo año, fue nombrada Ministra de Educación, Cultura y Deportes por Durán-Ballén. Fundó el Movimiento MIRA, con el que fue candidata a vicepresidente en las elecciones de 1996, como binomio de Abdalá Bucaram. En la primera vuelta obtuvieron el segundo lugar, no obstante, en el balotaje fueron electos. Mantuvo una relación distante con la presidencia de Bucaram, la cual duró apenas seis meses.
Bucaram fue derrocado por el Congreso Nacional, el 6 de febrero de 1997. A pesar de que la presidencia le correspondía a Arteaga, el parlamento nombró como presidente a Fabián Alarcón, quien se desempeñaba como presidente del Congreso. Tras una mediación, Alarcón cedió el poder a Arteaga, quien permaneció en el cargo hasta el 11 de febrero, pues el parlamento finalmente impuso a Alarcón en la presidencia, nombrando a Arteaga nuevamente como vicepresidente.
Tuvo una relación completamente distante con el gobierno de Alarcón, sin tener designación alguna. En marzo de 1998, renunció a la vicepresidencia, para ser candidata en las elecciones presidenciales de 1998, obteniendo el quinto lugar, de entre seis candidatos. Tras este fracaso, se retiró de la política, dedicándose al activismo, la literatura y el periodismo. Actualmente, es conductora de su propio programa de televisión, en su ciudad natal.

## Biografía
Nació en Cuenca, provincia de Azuay, el 5 de diciembre de 1956. Hija del Dr. Moisés Arteaga y la Sra. Guadalupe Serrano. Todos sus estudios los realizó en su ciudad natal; la primaria en la Escuela Dominicana del Santísimo Rosario, la secundaria en el Colegio Dominicano Rosa de Jesús Cordero, y los superiores en la Facultad de Jurisprudencia de la Universidad Estatal de Cuenca y en la Escuela de Periodismo de la Universidad Católica de la misma ciudad. Finalmente, para complementar su preparación académica, viajó a Brasil para ingresar a la Facultad de Pedagogía y Antropología de la Universidad Federal de Bahía. 
Luego de graduarse con las más altas notas, alcanzó los títulos de Bachiller en Humanidades Modernas, Licenciada en Ciencias Políticas y Sociales, doctora en Jurisprudencia y Abogada de los Tribunales de Justicia del Ecuador, máster en Educación Básica y Rescate de Valores Culturales en América Latina, y Egresada de la Escuela de Periodismo.

### Carrerapolítica
Desempeño diferentes cargos públicos y privados tales como Delegada de la Subsecretaría de Cultura para las provincias de Azuay y Cañar (1986-1998), concejal del cantón Cuenca (1986-1988). La carrera política de Rosalía Arteaga comenzó en 1992, cuando fue nombrada Subsecretaria de Cultura, en el mismo año fue nombrada como Presidente del Consejo Editorial del Ministerio de Educación y Cultura, a esto también se le suma que fue Presidente del Directorio del Instituto de Patrimonio Cultural, logró reconocimiento cuando renunció a su cargo en el año 1993 bajo el mandato del entonces Presidente Sixto Durán Ballén, por el hecho de que ese gobierno quería que la religión se impartiera en el sistema de educación pública. A partir del año 1994 Rosalía fue miembro del Directorio del Centro Internacional de Estudios Superiores para América Latina (CIESPAL), presidente del Consejo Nacional de Educación y en el mismo año fue nombrada Ministra de Educación, Cultura y Deportes. Fuera del gobierno, en 1996 fue designada Directora Nacional del Movimiento Independiente para una República Auténtica (MIRA), que auspició su candidatura a la Vicepresidencia de la República en alianza con el presidenciable Abdalá Bucaram, del Partido Roldosista Ecuatoriano (PRE). Su presencia en dicho binomio -discutida por muchos- aportó de manera significativa para las elecciones, el triunfo fue rotundo y el 10 de agosto de 1996 se convirtió en la primera mujer en la historia del Ecuador en alcanzar la vicepresidencia de la República.

### Vicepresidencia
El tándem Bucaram-Arteaga venció en 20 de las 21 provincias de Ecuador. Sin embargo, el distanciamiento entre Presidente y Vicepresidente no tardó en producirse, tras el incumplimiento de varias promesas de campañas por parte del PRE hacia el MIRA. La tensión entre ambos partidos llegó a ser máxima cuando Sandra Correa, ministra de Educación y miembro del círculo íntimo de Arteaga, abandonó el MIRA para formar parte del PRE. En el 6 de febrero de 1997 Abdalá fue declarado mentalmente incapaz de asumir el cargo presidencial, y por el Congreso nacional, haber creado un vacío legal en la sucesión Presidencial, lograron que se cree el puesto de Presidente Interino para relegarla del cargo.

## Presidencia de la República
La convulsa presidencia de Abdalá Bucaram llegó a su fin el 6 de febrero de 1997, cuando el Congreso aprobó por mayoría simple el cese de Bucaram en la primera magistratura, sin respaldo alguno lo destituyó por "incapacidad mental". En la misma resolución, los parlamentarios designaban "presidente interino" al titular del Congreso, Fabián Alarcón, alegando un "vacío constitucional" que impedía la sucesión automática de Arteaga.
Esto provocó la "noche de los tres presidentes". Antes de la medianoche del 6 de febrero, Rosalía Arteaga firmaba un decreto mediante el cual asumía la Presidencia, apelando a la Constitución vigente. Era un documento similar al firmado por Osvaldo Hurtado tras la muerte en accidente aéreo de Jaime Roldós, y que también se amparaba en la Carta de 1978, y comenzó a expedir decretos designando a su gabinete ministerial. Sin embargo el Congreso insistió en el nombramiento de Fabián Alarcón y el depuesto Abdalá Bucaram reclamaba la inconstitucionalidad de su cese. Ecuador amaneció el 7 de febrero de 1997 con tres personas reclamando para ser el jefe del Estado.
La intervención de las Fuerzas Armadas propició dos días más tarde un acuerdo entre Arteaga y Alarcón mediante el cual Arteaga accedía a asumir la presidencia de la república de manera temporal mientras el Congreso solucionaría el "vacío constitucional", mientras que Alarcón aceptó la nulidad de su desiginación como presidente interino. Fue posesionada el 9 de febrero en el Palacio de Carondelet y remarcó que su gobierno se enfocaría en la unidad de los ecuatorianos y solucionar las problemáticas económicas y políticas heredadas de Bucaram. Asumieron los ministros designados por Arteaga, Gil Barragán y Nelson Robelly. El 10 de febrero, Arteaga decretó la convocatoria a una consulta popular, en la cual se preguntaba si se confirmaba la destitución de Bucaram, la reducción del período constitucional hasta el 10 de agosto de 1998 y la convocatoria a una Asamblea Constituyente. 
Arteaga, a través de su ministro de gobierno, Gil Barragán, propuso que el Congreso realice reformas a la constitución para poder nombrar un presidente interino según la resolución expedida, lo cual implicaría un trámite de por lo menos 4 meses, argumentando que el Congreso Nacional no tenía la facultad de designar un presidente interino. Sin embargo el Parlamento el 10 de febrero, se auto convocó para el 11 de febrero con la intención de votar la investidura de Fabián Alarcón como Presidente Constitucional Interino, una figura no existente en la Carta Magna de 1978. Tras su fallido intento de ser recibida en el Congreso, Rosalía Arteaga redactó un manifiesto que leyó en los exteriores del Palacio Legislativo, en el cual renunciaba a la Presidencia de la República antes de que el Congreso la retire del cargo. Pocas horas más tarde una mayoría simple de diputados elegía a Alarcón como Presidente Constitucional Interino.

## Vida pospresidencia

### Retorno a la vicepresidencia
La resolución que declaraba la elección de Alarcón como presidente interino incluía regresar al cargo de Vicepresidente de la República a Arteaga, manteniendo una relación totalmente distante con el presidente Alarcón, no teniendo ningún contacto ni recibiendo ninguna designación por parte del mandatario, inclusive manteniendo cerrada con llave la puerta que conecta al Palacio de Carondelet con el Palacio de la Vicepresidencia, siendo una de las principales opositoras al gobierno por considerarlo inconstitucional.
El Tribunal Constitucional, por medio de la sustentación de la sentencia a la demanda 60-97-TC, puesta por los abogados de Arteaga reclamando sobre el recorte a su período como vicepresidente hasta 1998, reconoció a Arteaga como presidente constitucional encargada entre el 9 y 11 de febrero y la validez de sus decretos, por encargo del Congreso hasta la determinación jurídica de la sucesión, siendo de igual manera reconocido Alarcón como presidente constitucional electo por el congreso para el período 1997 - 1998, legalizado por enmienda constitucional.
Arteaga renunció el 30 de marzo de 1998 para poder presentar su candidatura a las Elecciones presidenciales de Ecuador de 1998, reestructurando su movimiento en el Partido Alianza Nacional-MIRA.

### Vida posterior
Rosalía Arteaga intentó sin éxito acceder a la presidencia en las elecciones de 1998, después de las cuales anunció su retiro de la política activa y decidió continuar su lucha activista sin estar ligada al mundo asociado al sector público. Para alcanzar este objetivo, se convirtió en la presidente de la Fundación para la Integración y Desarrollo de América Latina (FIDAL), una ONG que pone todos sus esfuerzos para generar una conciencia medioambiental sostenible, mejorar el sistema educativo nacional, colaborar con la democracia en el país a través de foros y conferencias, entre otros aspectos. Para Rosalía Arteaga, la distribución desigual del conocimiento es una de las principales causas de la pobreza. Arteaga considera una prioridad contar con educadores capacitados para la educación con el fin de salvaguardar el derecho al conocimiento. A través de FIDAL, Rosalía ha tratado de dar las bases necesarias para contribuir con un acceso a la educación más equitativo. Bajo su tutela, la Fundación ha implementado la premisa “enseña a los profesores”, la cual cada año, confiere el Premio Internacional de Excelencia Educativa a aquellas personas que se destacan en la educación. Este incentivo busca incrementar la visibilidad de las historias exitosas en la educación y premiar a los métodos de enseñanza más innovadores.
Arteaga fue reconocida oficialmente como expresidente de la república en el año 2004, por decreto presidencial del gobierno de Lucio Gutiérrez, solicitando que la cancillería la reconozca como tal y reciba los honores ceremoniales correspondientes. El 29 de junio del 2018 fue colocado en el Salón Amarillo del Palacio de Carondelet su retrato presidencial, confirmando su reconocimiento como presidente constitucional de la república entre el 6 al 11 de febrero de 1997. Desde que abandonó la política, Arteaga ha tenido una carrera distinguida liderando varias organizaciones sin fines de lucro y enseñando en facultades universitarias.

### Actualidad
En la actualidad, la Dra. Arteaga es Presidente de Unir Ecuador, Presidente Ejecutiva de la empresa A.S. Producciones, Presidente ejecutiva de Fundación FIDAL, Vicepresidente de la Orquesta Sinfónica Juvenil del Ecuador, Directora de la Escuela Latinoamericana de Liderazgo de la Red Urel, miembro del Patronato de la Fundación Excelencia de Madrid y del Consejo Ejecutivo de dicha Fundación, miembro del Steering Committee del Institute for Enhances Livelihoods con sede en Canadá, miembro honorario de la Fundación Internacional CERECO- Argentina, miembro honorario de Astraia Female Leadership Foundation en Alemania, miembro de la Academia Mundial de Artes y Ciencias y miembro del Directorio Fundación Panamazonia de Manaos – Brasil. En su condición de abogado pertenece a la Federación Internacional de Abogados y al Colegio de Abogados del Azuay. Como periodista, a la Unión de Periodistas del Azuay. Es, finalmente, Secretaria Nacional de la Mesa Redonda Panamericana.
El 29 de junio de 2018, el Gobierno Nacional del Ecuador reconoce mediante la colocación de su retrato en el Salón Amarillo del Palacio de Carondelet. Esto se da luego de que en 2005, el Gobierno de Lucio Gutiérrez haya reconocido oficialmente su período de presidencia constitucional. En sus primeras declaraciones sobre este suceso se manifestó emocionada por lo que consideró "una reivindicación para las mujeres".

## Activista medioambiental
Se desempeñó como Secretaría General de la Organización del Tratado de Cooperación Amazónica (OCTA), una organización intergubernamental con sede en Brasil, que busca preservar y desarrollar al Amazonas de una manera sustentable, desde los inicios de su carrera política Rosalía demostró un gran interés en las áreas de la cultura y medio ambiente donde trabajó conjuntamente con la OCTA para prevenir la deforestación amazónica, incrementando la cooperación regional y la capacidad de negociación global de los ocho países miembros: Bolivia, Brasil, Colombia, Ecuador, Guyana, Perú, Suriname y Venezuela. La OTCA ha actuado como promotora y catalizadora de esfuerzos, políticas comunes y creadora de mecanismos técnicos y financieros en toda la región. Ella describe que el Amazonas como un lugar de integración para todos los países de América Latina siguiendo los lineamientos planteados por la Comunidad Andina de Naciones o Mercosur, donde se tratan estos puntos en común entre los países miembros. "Todos estamos en el mismo planeta y necesitamos trabajar juntos" es la forma en la que explica su punto de vista para combatir la amenaza conjunta del calentamiento global. Teniendo en cuenta esto, es importante resaltar que su principal aporte se basa en el hecho de que su estructura lleva al consenso y a la solución de los problemas compartidos por los países amazónicos. “Desde mi toma de posesión, mi esfuerzo se ha concentrado en hacer de nuestra Organización no solo la catalizadora de la solución de los problemas que afligen la región Amazónica, sino en un ejemplo para el resto del mundo”, expresó Arteaga, quien asumió el cargo en mayo del 2004 y terminó su mandato en junio del 2007.
El 1 de marzo del 2007, cerca de 150 invitados, entre miembros del gobierno, embajadores, diplomáticos, representantes de organismos internacionales y ONG y funcionarios de la OTCA participaron del lanzamiento del informe de gestión “Integrando la Amazonía Continental”. La publicación, un panorama del trabajo de la OTCA entre noviembre del 2005 y octubre del 2006, fue presentada por Arteaga. “Con el apoyo de los Países Miembros y la cooperación de nuestros aliados, hemos logrado superar varios desafíos y avanzar hacia una Organización que se torna cada día más vigorosa y capaz de cumplir su misión en pro del desarrollo sostenible, de la superación de pobreza y de la mejoría de la calidad de vida de las poblaciones que habitan esa vasta, bella y frágil Amazonía”, afirmó.
Arteaga jugó un papel importante en fortalecer los esfuerzos hechos para preservar la región, haciendo recomendaciones sobre las políticas y trabajando con los gobiernos en todos los niveles.

## Escritora, periodista y comunicadora
Desde que era pequeña, Rosalía soñaba con ser escritora: “Esto nació conmigo, la literatura y el amor por los libros desde que yo era pequeña, mi sueño más grande era dedicarme a la literatura”.
En el ámbito de ensayo testimonial constan sus libros Alto Cenepa, los frentes de una guerra, como coautora, y La Presidenta, el secuestro de una propuesta (Editorial EDINO, 1997, Guayaquil). 
Sin lugar a dudas, la obra que ha merecido mayores ediciones y reconocimiento es la titulada Jerónimo, que lleva ya ocho ediciones en español, dos en inglés, una en chino, braille, portugués, italiano y otra bilingüe en español-portugués. Jerónimo ha merecido incontables comentarios de diversas personalidades como la gran escritora boliviana Yolanda Bedregal. La obra Jerónimo fue declarada libro de texto en la ciudad de New York, y se ha presentado en múltiples eventos literarios. Gracias a esto, Rosalía Arteaga fue invitada especial a la Feria del Libro  de Porto Alegre-Brasil. En la Casa de las Américas en La Habana, Cuba, la presentó el escritor Fernández Retamar. También hizo una presentación del libro en Palma de Mallorca en la Universidad de las Baleares en España. La saga de Jerónimo continúa con el libro Los otros Jerónimos (Editorial el CONEJO, 2002, Quito), prologada por la escritora española Rosa Montero.
Los otros Jerónimos se publicó el 2 de abril del 2002 en el centro cultural Benjamín Carrión de Quito. Este libro narra distintos casos de niños con síndrome de Down y distrofia muscular, junto con las vivencias de sus progenitores. Rosa Montero, española que escribe el prólogo del libro, sostiene que “el primer libro de Arteaga permitió que muchas de las personas que se encontraban en las mismas circunstancias se sintieran aliviadas, identificadas y sosegadas con la prosa emocionada de la autora ecuatoriana”. Además, Montero señala que “Haber sido madre de un niño Down ha hecho que Rosalía conozca mucho más mundo, muchos otros mundos, los ricos e infinitos caminos de la diferencia”. Jerónimo, escrito como catarsis de su pérdida, se convirtió en un libro que desarrolló una especie de empatía en la sociedad, de ahí el surgimiento de "Los otros Jerónimos", reseñas de otras personas identificadas con el libro, compartiendo con Rosalía la historia de sus "Jerónimos", las cuales fueron recopiladas y prologadas por la escritora y periodista de nacionalidad española, Rosa Montero. Su éxito como escritora le llevó a hacerse con un espacio como miembro elegido de la biblioteca de Alejandría, en Egipto. 
Rosalía Arteaga ha incursionado en la literatura infantil, con su cuento El secreto de la princesa (Editorial Norma,  2008, Quito), perteneciente a la colección Buenas Noches. Escribió además un cuento de literatura juvenil titulado Hábitos nocturnos y Lecturas peligrosas (Grupo Santillana, 2009, Quito).
Además, ha publicado las siguientes obras: 
- Horas (Primera edición publicada por la Subsecretaría de Cultura, 1982 y Segunda edición publicada por Libresa. 1995, Quito).

- Gente (Primera edición publicada por la I. Municipalidad de Quito, 1983 y Segunda edición publicada por Editorial EDINO, 1996).
- Árboles de Cuenca (Desarrollo agropecuario, 1985, Cuenca).
- La mujer y la Política (Fundación Fredrick Neumane, Quito).
- Cinco Poemas (Departamento Cultural de la Cruz Roja, Cuenca)

Además de ser autora de numerosos y exitosos libros literarios, entre ellos "Jerónimo" o sus libros de literatura infantil como "El secreto de la princesa" o literatura juvenil como "Hábitos nocturnos y Lecturas peligrosas". Aparte de su éxito en literatura en prosa, entre los años 2011 y 2015, publicó un libro en verso, un poemario, llamado "Conjuros" en el cual recopila un total de cuarenta y un textos en prosa, además de contar con textos recitados junto a Eduardo Neira, quien musicalizó los poemas. Los títulos de los escritos de Conjuros son palabras provenientes del quichua, español, turco, portugués, inglés, hebreo, guaraní y dialecto africano. “(...) ahí recojo poemas construidos en base a palabras que a mí me gustan o por cómo suenan fonéticamente hablando, pero también por su contenido. Fui recogiendo a lo largo del tiempo, en algunos años algunos de estos poemas”, dice Rosalía Arteaga, sobre cómo escribió estos poemas.

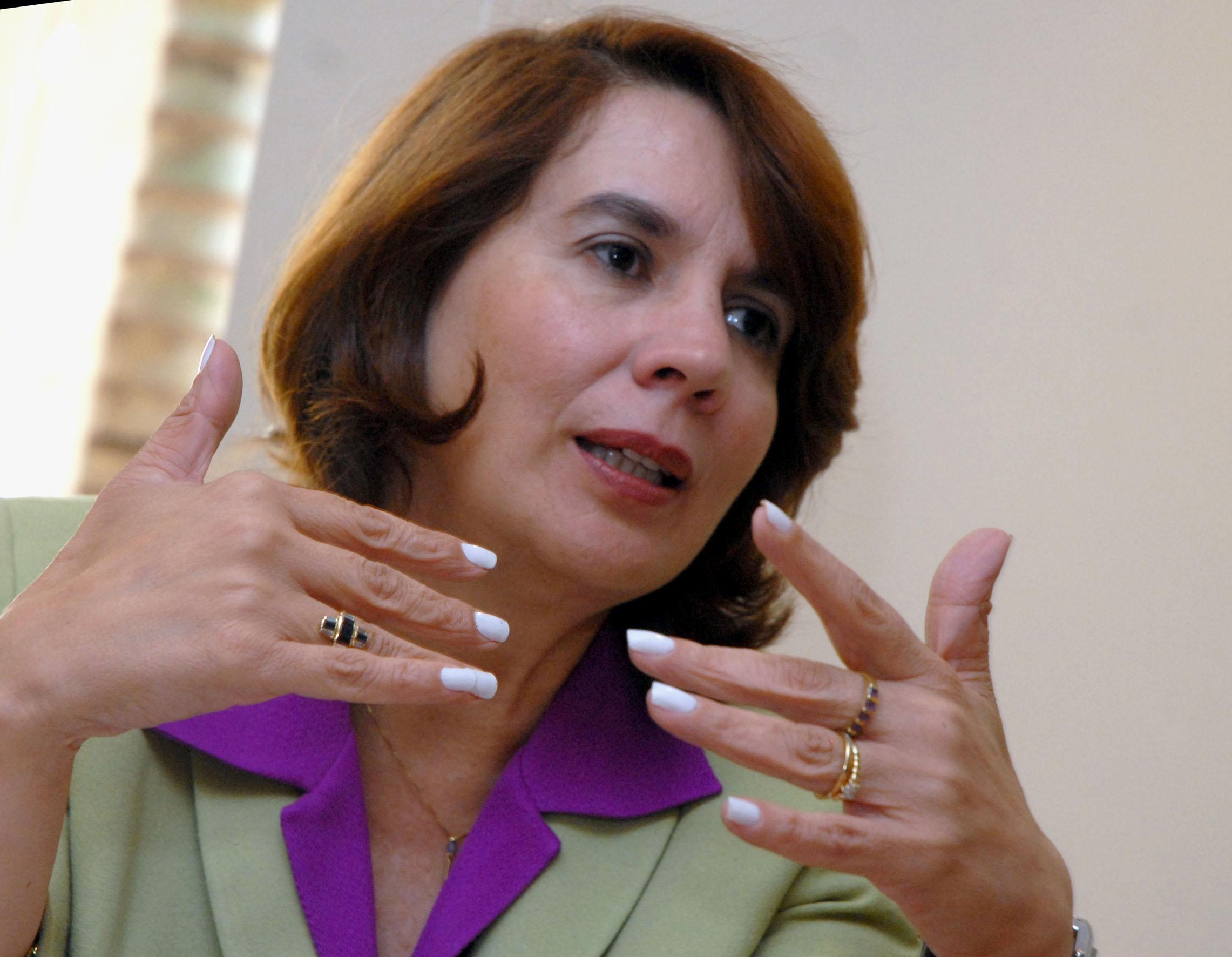
Rosalía Arteaga en Brasil. Mayo de 2007.

En el aspecto periodístico, Rosalía Arteaga es Editorialista y escribe regularmente en el Diario La Hora de Quito, Ecuador News: New York, Diario el Tiempo de Cuenca, Diario El Correo de Machala, Revista Novedades Jurídicas de Quito, Revista digital ecuadorenvivo.com, entre otras colaboraciones en múltiples publicaciones en el Ecuador y en el extranjero. Actualmente dirige dos revistas: Edu@news y Verd, dedicadas principalmente a temas educativos y de medio ambiente. También tiene el honor de ser la única sudamericana que formó parte del Consejo Editorial de la prestigiosa Enciclopedia Británica.
La carrera como comunicadora de Rosalía no termina con su rol de escritora o periodista, comunicadora desde hace más de 18 años, Rosalía mantiene su programa de televisión "Cara a Cara con Rosalía". Emitido por primera vez en televisión nacional, a mediados del año de 1998, el programa se centra en entrevistas analíticas de diversos temas culturales, científicos y educativos, de carácter social y dirigido a todo público, tanto mayores como menores. Así mismo, Rosalía ya emite en radio el mismo programa, manteniendo el mismo nombre, desde hace más de 6 años a través de radio María. En esta plataforma se enfoca, también, en impulsar, analizar y discutir sobre nuevos proyectos a nivel nacional, tanto culturales como para el desarrollo. Así, apoya proyectos como GoRaymi, un nuevo proyecto turístico en el Ecuador. 

Tengo una vida familiar muy rica, soy muy afortunada (...) Realmente me siento súper realizada, la vida ha sido tan generosa, que me ha dado más de lo que yo le pedí.

### Cara a Cara con Rosalía
“Cara a Cara con Rosalía” es un programa de la televisión ecuatoriana que tuvo su debut por este medio en el año de 1998 por la señal de Telerama. Desde ese día cada domingo transmite su contenido a los hogares ecuatorianos, donde se pueden observar en la mayoría de los casos la presencia de invitados importantes; quienes mantienen charlas de distintas temáticas con la anfitriona del programa. Estas charlas se realizan desde un punto de vista analítico y exploratorio para llevar dicha información de la emisión, ya sea producida dentro o fuera del país, a todos los ecuatorianos. Este programa trata múltiples temáticas, entre ellas podemos encontrar asuntos culturales, científicos, educativos y otros temas de aspecto social y de interés familiar, dirigidos para todo público. Dichas temáticas están divididas en dos segmentos principales producidos por el set de “Cara a Cara con Rosalía”: “Cultural” y “Que Pasa Con”.

### La Presidenta: El secuestro de una protesta
“La Presidenta: El secuestro de una protesta”(libro publicado entre 1996-1997), narra los hechos sucedidos entre el 2 de febrero y 12 de febrero de 1996, momentos en los cuales el gobierno del expresidente Abdala Bucaram cesó en sus funciones y Arteaga se convertía en la nueva presidente de la República del Ecuador.
Utilizando su perspectiva de mujer redacta los hechos, lo cual brinda un punto de vista totalmente diferente para interpretar los hechos. Como mujer inteligente, ella logra analizar y describir las ambiciones que tienen los políticos para poder llegar a su objetivo también describe las características que un político decide tener para poder entrar a la política ecuatoriana. También, en el libro ocupa su lado se de analizar las situaciones, que le permiten redactar a detalles las emociones que la envolvieron y también de las actitudes que los humanos poseen en esos días de inestabilidad tanto emocional como política. Es por estos motivos, que ella al escribir desde una perspectiva diferente se aleja de la perspectiva intelectual de analizar las cosas, ella habla en su libro con sentimiento y esto genera que da vida a la historia del febrero de 1996.
Este libro brindaba a la sociedad de mujeres ecuatorianas de 1996 y en adelante, la perspectiva a la que ella experimento durante el proceso de cambio de presidencia en febrero de 1996, el libro redacta vivencias de rebeldía, de mentiras a las que ella tuvo que enfrentar. A los cambios que tuvo que experimentar al ser introducida al mundo político ecuatoriano que fue creado y modificado por los hombres, este libro dio paso a un gran cambio de pensamiento en la política ecuatoriana, que dio inspiración a la sociedad ecuatoriana de mujeres de sentirse representadas por la Doctora Arteaga

## Matrimonio y descendencia
Estuvo casada con Pedro Fernández de Córdova Álvarez, ex alcalde de Cuenca, del que se divorció; y, con quien procreó cuatro hijos:
- Pedro Fernández de Córdova Arteaga
- Jerónimo Fernández de Córdova Arteaga (fallecido a los 10 meses)
- Manuela Fernández de Córdova Arteaga
- Daniel Fernández de Córdova Arteaga[31]

## Reconocimientos
La doctora Arteaga ha sido premiada con numerosas condecoraciones y distinciones, de las que se siente particularmente orgullosa. A modo de ejemplo aparece en 2009 en la publicación 20 mujeres como una de las más destacadas líderes ecuatorianas. Recibió la Orden del libertador Simón Bolívar concedida por el Gobierno de Colombia, la Gran Cruz de Rio Branca, concedida por el Gobierno de Brasil, y la condecoración Castillo Azul en Tanija por el Gobierno de Bolivia.
- Premio "Benigno Malo" a la mejor egresada de la Universidad Estatal de Cuenca de la Promoción 1979-1980.

- Condecoración de la Orquesta Sinfónica Juvenil del Ecuador.

- Condecoración con la medalla "Municipalidad de Obando", en el grado de Gran Oficial otorgada por el Municipio de Ipiales (agosto de 1996).

- Condecoración con la medalla al Mérito "Sergio Elías Ortiz", otorgada por la Asamblea Departamental de Nariño.

- Imposición de la "Orden Gobernación de Nariño", Grado de Gran Cruz, otorgada por la Gobernación de Nariño.

- Condecoración "Orden Libertador Simón Bolívar", otorgada por el Departamento de Bolívar-Colombia.

- Condecoración medalla "Coronel Anastasio Girardot" por la Gobernación de Antioquia- Colombia.

- Condecoración de la Universidad Técnica de Ambato por la labor desarrollada en el campo de la educación.

- Presea mérito a la Integración, por el Instituto Andino de Artes Populares Convenio Andrés Bello, Quito- Ecuador (noviembre de 1993).

- Condecoración Fundación Orquesta Sinfónica  Juvenil – Por la creación de la Orquesta Sinfónica Juvenil "Antonio José de Sucre" de Guayaquil y "Eugenio Espejo" de Quito, 29 de febrero de 1995

- Departamento de Nariño Orden Gobernación de Nariño en el Grado de Gran Cruz Eduardo Albornoz Jurado, 27 de agosto de 1996.

- Orden del Congreso de Colombia  en el Grado de Cruz Extraordinaria, dado en Santa Fe de Bogotá - Colombia (octubre de 1996). "Orden de la Democracia".

- Condecoración Orden de Bolívar al Mérito Civil, Cartagena de Indias, 30 de octubre de 1996, Miguel Navas M. Gobernador de Bolívar.

- Acuerdo del ITT 1993 otorgado en La Paz.

- Educadores Comunitarios del Departamento de Educación Popular Permanente de Manabí, Mención Honorífica, Portoviejo, 8 de septiembre de 1995.

- Premio Usaid - Manaus, 2005.

- Premio Verde de las Américas - Brasil (2005).

- Premio de Ecoturismo y sostenibilidad (Brasil 2005).

- Orden de Mérito Cartográfico- Gran Oficial- Brasil (2006).

- Condecoración de Río Branco en el grado de Gran Cruz, concedida en junio del 2007 por el Gobierno de Brasil.

- Administradora Emérita de la Amazonía, distinción otorgada por la Red de Universidades Amazónicas – UNAMAZ,  BELEN – BRASIL (septiembre de 2007).

- Recibió la más alta condecoración por parte de la Asamblea Legislativa del Estado de Goias en Brasil.

- Fue elegida como Mujer del Año por la Revista Hogar.

- Condecoración Juan Montalvo otorgada por la Casa de Montalvo.

- Fue reelegida como Vicepresienta de la Orquesta Sinfónica Juvenil del Ecuador, 2011.

- Premio otorgado por las Juventudes Europeas (septiembre de 2011) Nowy Sącz-Polonia.